# راسک
راسک مرکز شهرستان راسک در استان سیستان و بلوچستان ایران است. مردم راسک بلوچ مکرانی، و اهل تسنن‌اند در 180 کیلومتری چابھار قرار دارد زیستگاہ حیوانات نادری ھمچون تمساح پوزہ کوتاہ و خرس بلوچی یا مم به زبان محلی است زبان مردم این شھر بلوچی میباشد.

## جمعیت
بنابر سرشماری مرکز آمار ایران، جمعیت شهر راسک در سال ۱۳۹۵ برابر با ۱۰٬۱۱۵ تن بوده‌است.